# Ture Gudmundsson
Ture Gudmundsson, född 24 november 1908 i Brännkyrka församling, Stockholm, död 6 november 1979 i Leksand, Kopparbergs län, var en svensk folkmusiker och musikdirektör. Han var son till fiolmannen, låtupptecknaren och den ledande kraften i Leksands musikliv Olof Gudmundsson och brorson till Carl Gudmundsson.

## Yrkesverksamhet
Gudmundsson var i många år lärare vid Adolf Fredriks musikklasser och Stockholms musikgymnasium.

### Folkmusik
Gudmundsson byggde och spelade säckpipa. Utöver säckpipa spelade han även fiol, horn, lur och spilåpipa. Han fick 1954 Zorns spelmansmärke i guld och var jurymedlem vid uppspelningar för Zornmärket. Gudmundsson var även styrelsemedlem i föreningen Leksands Spelmanslag.

## Verk i urval
Dels gjorde Gudmundsson uppteckningar av folkmusik, såsom
- Gärdebylåten efter Hjort Anders Bingsjö.

Dels bär flera kända körarragemang hans namn, såsom:
- Jag nu den pärlan funnit har.
- Luciavisa från Dalsland.

## Diskografi
- Gudmundsson spelade 1948 (eller 1949) in ett par säckpipelåtar för skiva åt dåvarande Radiotjänst.
- Goder afton mitt herrskap, Adolf Fredriks flickkör, (Bluebell of Sweden 1983).
- Låtar från Leksand och Siljansnäs, (Sveriges radio 1985).
- Blott till mitt hjärtas nöje, lyrik: Erik Axel Karlfeldt, musik: Ture Gudmundsson (E. Lindgren-Eneflo 1996).

Gudmundsson finns även representerad på Music till bröllop och andra festliga tillfällen:
- Nu är den stora glädje, lyrik och musik: Ture Gudmundsson (Naxos 2000).
- När som fågeln söker, lyrik och musik: Ture Gudmundsson (Naxos 2000).[4]